# Dalen/Krokslätts FF
Dalen/Krokslätts FF ist ein schwedischer Fußballverein aus dem Göteborger Stadtteil Krokslätt. Die Mannschaft spielte unter dem Namen Krokslätts FF mehrere Spielzeiten in der zweithöchsten schwedischen Spielklasse und nahm 1933 an der Aufstiegsrunde zur Allsvenskan teil.

## Geschichte
Krokslätts FF spielte bei Gründung des seinerzeit noch inoffiziellen schwedischen Ligasystems im Sommer 1924 zunächst drittklassig, stieg aber direkt in die zweite Liga auf. Hier platzierte sich die Mannschaft im vorderen Mittelfeld und überstand eine Ligareform bei der offiziellen Einführung der Ligapyramide im Sommer 1928 als Tabellenfünfter gemeinsam mit Redbergslids IK, IFK Uddevalla, Jonsereds IF und Fässbergs IF auf dem Spielniveau. In der folgenden Spielzeit rettete lediglich der bessere Torquotient gegenüber den punktgleichen Konkurrenten IS Halmia und Jonsereds IF vor dem Abstieg, ehe die Spielzeit 1929/30 gemeinsam mit IFK Uddevalla auf einem Abstiegsplatz beendet wurde. 
Zwar wurde der Krokslätts FF Sieger seiner Drittligastaffel, in den Aufstiegsspielen setzte sich Höganäs BK durch. Erst eine Aufstockung der zweiten Liga im folgenden Jahr ermöglichte trotz der Vizemeisterschaft den Wiederaufstieg. Als Aufsteiger dominierte der Klub seine Zweitligastaffel und zog in die Aufstiegsrunde der vier Zweitligastaffelsieger ein. Dort setzte sich Halmstads BK mit zwei gegentorlosen Siegen durch. Dem Erfolg folgte der jähe Absturz, als Tabellenletzter stieg der Verein in der folgenden Spielzeit in die dritte Liga ab. Hier platzierte sich der Klub in den folgenden Jahren im mittleren Tabellenbereich und nahm zeitweise im Rennen um den Staffelsieg teil. Dieser wurde 1942 errungen, in der Aufstiegsrunde scheiterte die Mannschaft am IFK Trollhättan. In der Spielzeit 1942/43 wiederholte der Klub den Staffelsieg und setzte sich dieses Mal gegen IF Heimer durch. Mit nur drei Saisonsiegen war die Mannschaft jedoch chancenlos und stieg gemeinsam mit Munkedals IF direkt wieder ab. Wiederum im mittleren Tabellenbereich platziert wurde der Klub schließlich 1947 Opfer einer Ligareform und wurde nach einem sechsten Tabellenplatz der vierten Liga zugeteilt. Damit verabschiedete sich der Klub vom höherklassigen Fußball.
2007 in die sechste Liga aufgestiegen schaffte der seit 1985 als Dalen/Krokslätts FF auflaufende Klub den direkten Durchmarsch in die fünfte Liga. Nach einem sechsten Platz in der ersten Spielzeit stieg der Klub 2009 wieder ab.